# Regional Air Lines
Regional Air Lines – prywatna marokańska linia lotnicza z siedzibą w Casablance. Głównym węzłem jest port lotniczy Casablanca.